# Südmandschurische Eisenbahn

Logo der Südmandschurischen Eisenbahn

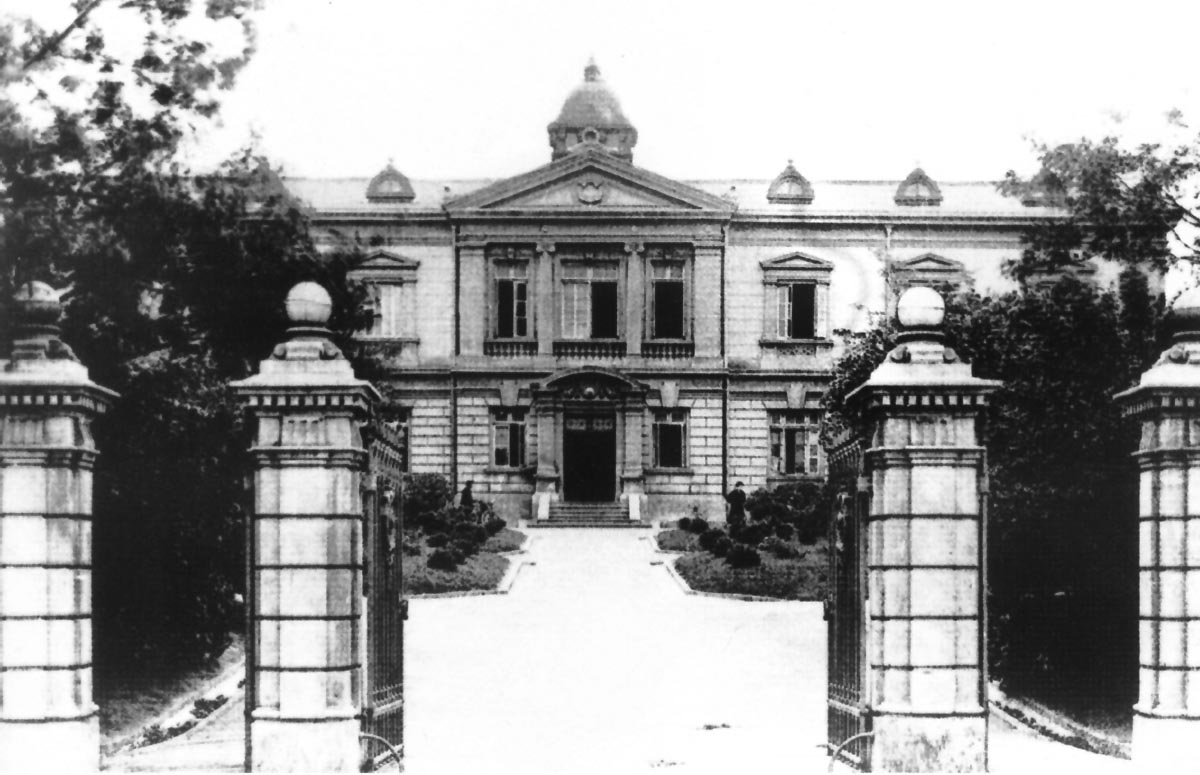
Hauptquartier der Südmandschurischen Eisenbahn

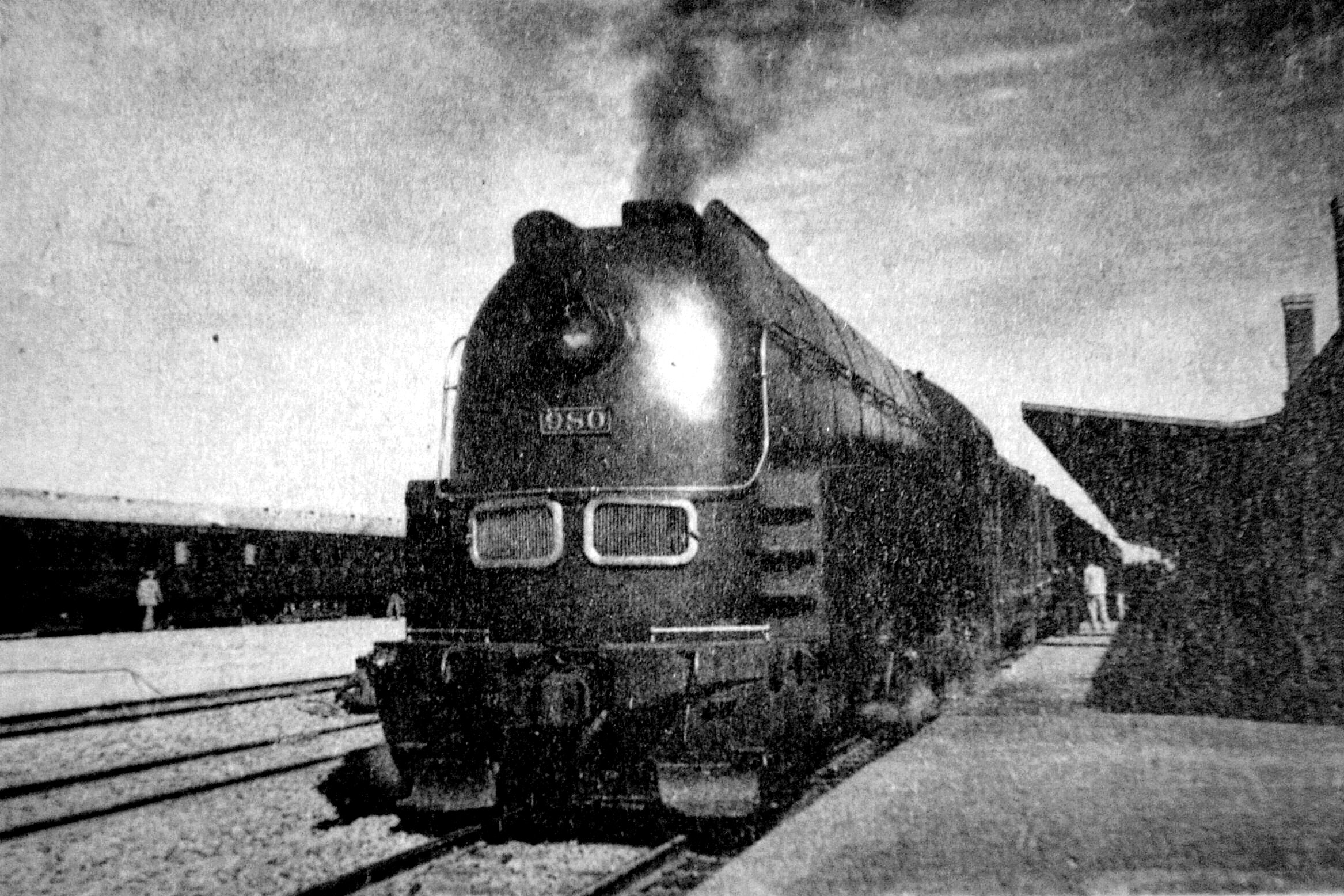
Hochgeschwindigkeitsverkehr "ASIA-Gō"

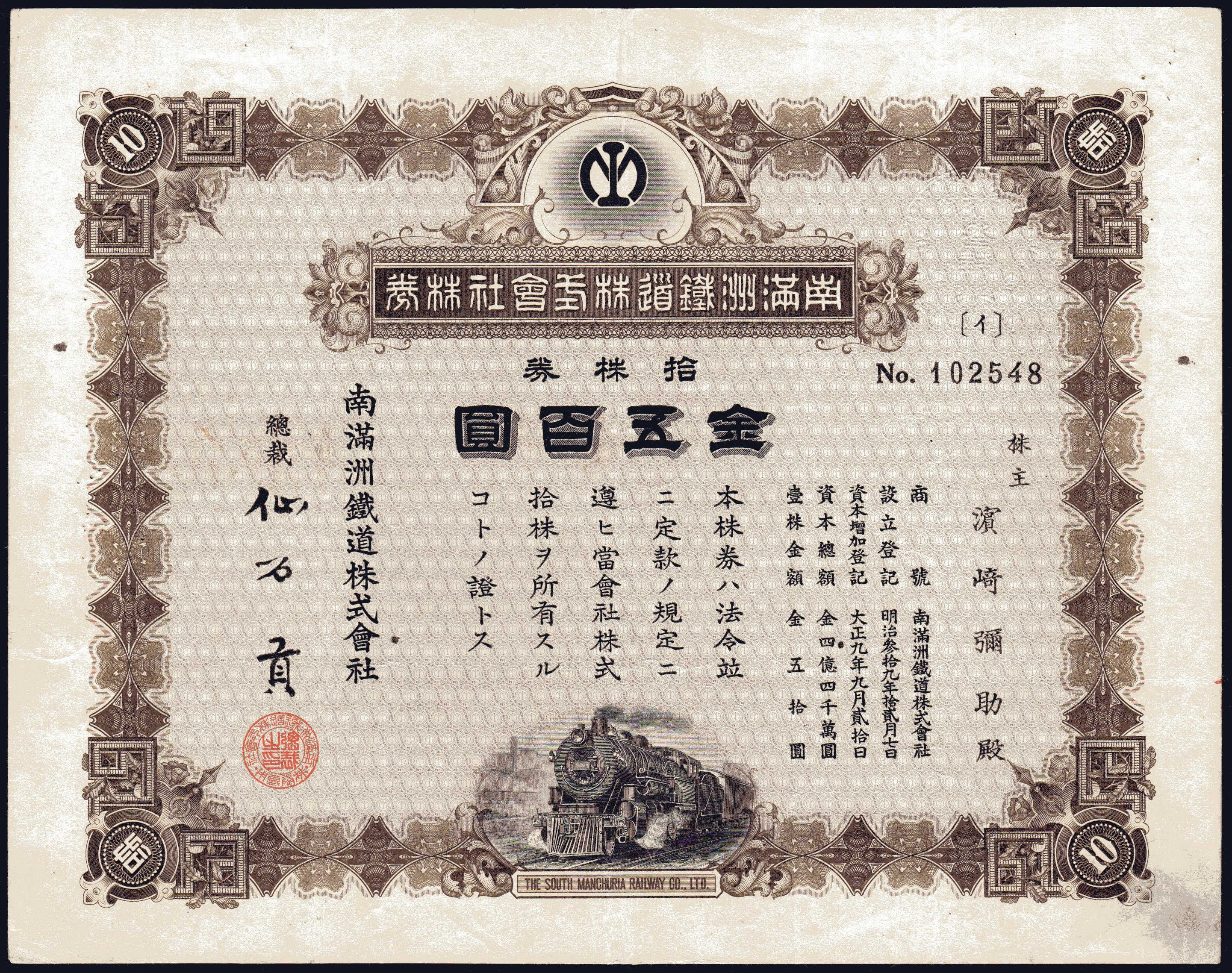
Aktie über 500 Yen der South Manchuria Railway Co. Ltd. von 1920

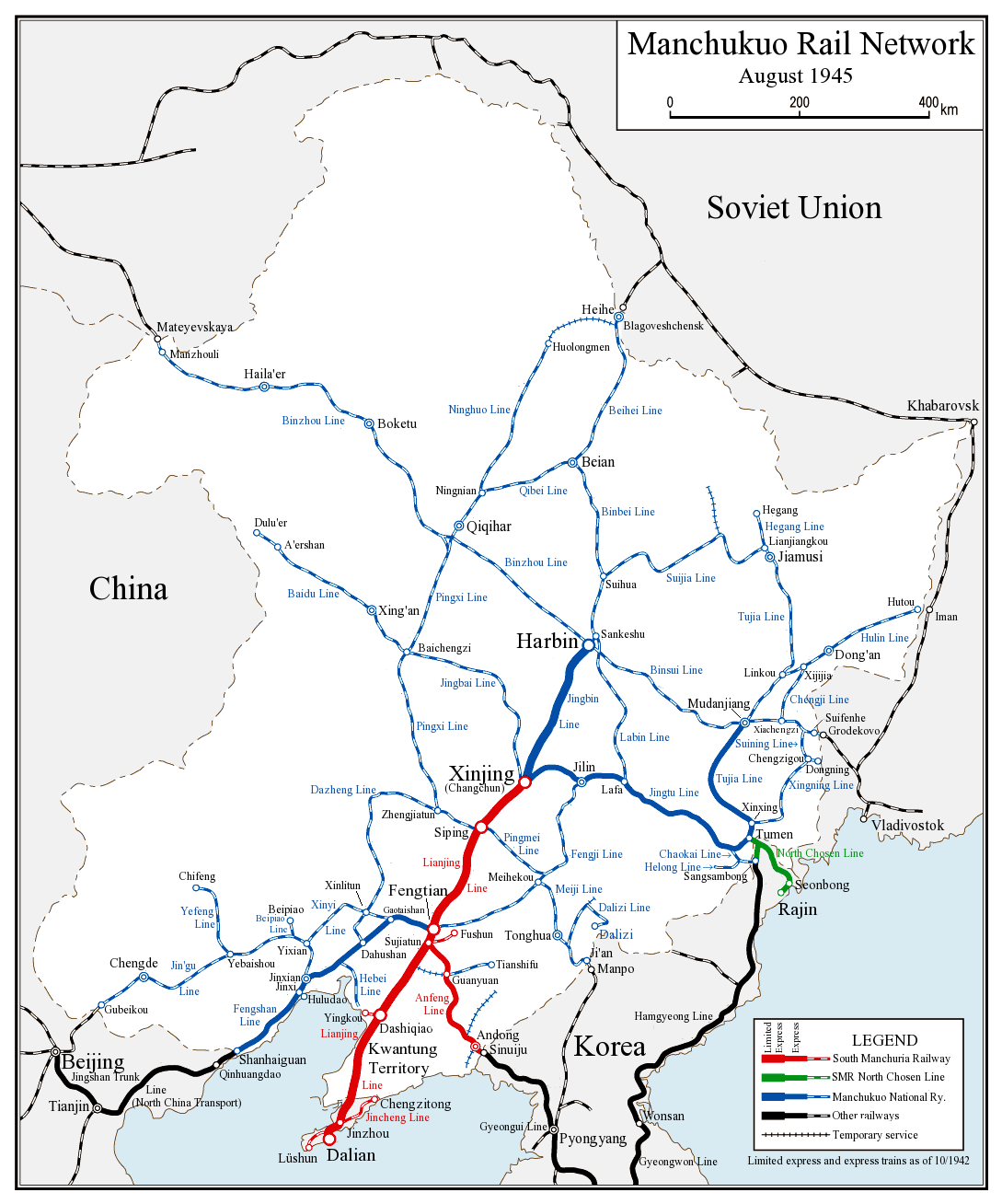
Karte des Eisenbahnnetzes in der Mandschurei, rot die Südmandschurische Eisenbahn

Die Südmandschurische Eisenbahn-Aktiengesellschaft (jap. 南満州鉄道株式会社/南満洲鉄道株式会社 Minami-Manshū Tetsudō Kabushiki kaisha; abgekürzt 満鉄 Mantetsu) war eine vom Kaiserreich Japan 1906, nach dem Russisch-Japanischen Krieg (1904–1905), in Dalian gegründete Eisenbahngesellschaft.

## Geschichte
Die Gesellschaft war in der japanisch besetzten Mandschurei tätig. Sie übernahm die zuvor von Russland erbaute Transmandschurische Eisenbahnstrecke von Harbin nach Port Arthur und spurte sie von russischer Breitspur auf Normalspur um. Erster Präsident der Gesellschaft war Gotō Shimpei.
Seit der Annexion Koreas durch Japan bis 1925 unterstanden ihr auch zwei Strecken im Norden von Chosen (Korea).
| Kankyo-Strecke | Yujo – Kainei 42° 26′ 34″ N, 129° 45′ 3″ O | 106 km einschl. Zweigstrecken |
| Tomon-Strecke  | Kainei – Yuki                              | 223 km einschl. Zweigstrecken |

Im Dezember 1926 ereignete sich ein schwerer Eisenbahnunfall, als ein Personen- und ein Güterzug kollidierten. 25 Menschen starben, 54 wurden verletzt.
1936 war die Gesellschaft im Besitz von 466 Lokomotiven, 554 Personenwagen und 8134 Güterwagen.
Nach der japanischen Besetzung Javas erhielt die Südmandschurische Eisenbahn zahlreiche erbeutete Normalspur-Lokomotiven der Nederlands-Indische Spoorweg, da die Gleise dort auf Kapspur umgestellt wurden. Die Südmandschurische Eisenbahn-Aktiengesellschaft wurde nach dem Ende des Zweiten Weltkriegs 1945 durch die amerikanische Besatzungsregierung für aufgelöst erklärt und von der Roten Armee übernommen.